# Derażnia
Derażnia (ukr. Деражня) – miasto na Ukrainie, w obwodzie chmielnickim, w rejonie chmielnickim, nad rzeką Wowk, siedziba hromady. W 2016 roku liczyło ok. 10,4 tys. mieszkańców.
Znajduje tu się stacja kolejowa Derażnia, położona na linii Odessa – Lwów.

## Historia

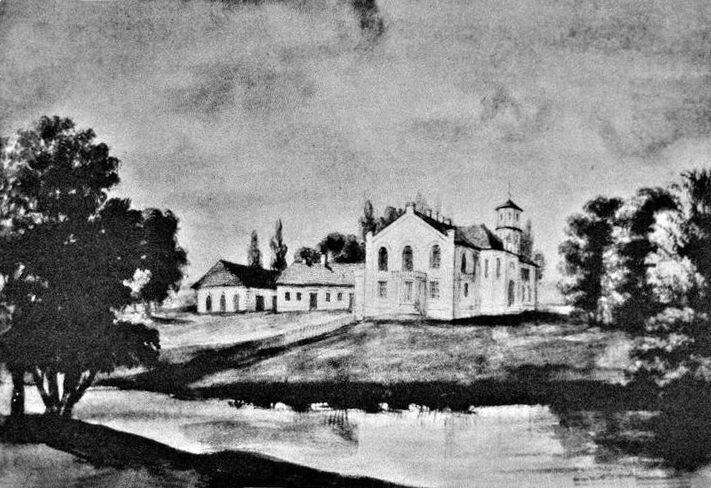
Pałac w Derażni na grafice Napoleona Ordy z 1875 r.

Derażnia została założona w 1431 roku. Od 1434 leżała w granicach nowo utworzonego województwa podolskiego Korony Królestwa Polskiego. W 1567 Derażnię najechali Tatarzy, a w 1648 Kozacy. Za panowania Wazów otrzymała magdeburskie prawa miejskie. W 1672 utracona na rzecz Imperium Osmańskiego, zdobyta po 10 latach przez króla Jana III Sobieskiego.
W 1779 roku do dóbr derażniańskich należały: Huta Nowa, Huta Stara, Kalna Derażnia, Karyczyńce Wołoskie, Karyczyńce Pilipowskie, Kryniczne, Majdan Hatniański, Majdan Nowy, Majdan Stary, Niżne, Słobódka-Kalniańska, Szarki. Właścicielem został wówczas warszawski bankier Piotr Tepper.
W 1793 zajęta przez Imperium Rosyjskie w II rozbiorze Polski. Pod zaborami siedziba gminy Derażnia w powiecie latyczowskim guberni podolskiej. Na przełomie XVIII i XIX w. często zmieniała właścicieli. W latach 1820–1844 była posiadłością Moszyńskich, a następnie Raciborowskich, którzy wznieśli nowy pałac. W 1897 Derażnię zamieszkiwało 6118 osób.
W 1919 i 1920 administrowana przez Polskę jako część okręgu podolskiego Zarządu Cywilnego Ziem Wołynia i Frontu Podolskiego, jednakże ostatecznie pozostała za wschodnią granicą Polski, a od 1922 należała do ZSRR. W latach 1941–1944 była okupowana przez Niemcy.
W 1937 roku, w okresie nasilenia się antypolskich represji, doszczętnie zniszczony został kościół parafialny, wzniesiony jeszcze w 1840. Odbudowany w 2000 roku, jednak w innym stylu architektonicznym oraz w innej lokalizacji.
Podczas okupacji hitlerowskiej, w lipcu 1941 roku Niemcy utworzyli getto dla żydowskich mieszkańców. Przebywało w nim około 2000 osób. 20 września 1942 roku Niemcy zlikwidowali getto, a Żydów zamordowali w okolicy miasta. 

## Zabytki
- zamek, nieistniejący, tradycyjnie wybudowany na planie kwadratu, w ówczesnym stylu przy użyciu gliny; prawdopodobnie w północno-zachodnim narożniku znajdował się bastion, jak baszta w południowo-zachodnim. Wejście do zamku było w południowym wale, choć w południowo-zachodnim narożniku byłoby bardziej praktyczne[11]
- Pałac Raciborowskich – pałac wybudowany w 1780 roku przez Piotra Teppera[12], przebudowany przez Raciborowskich
- gmach ziemstwa z 1901 r.
- kilka domów z przełomu XIX i XX w.
- Kościół rzymskokatolicki pw. św. Anny, wybudowany w 1840 roku przez rodzinę Raciborowskich. Zniszczony w latach 30. przez władze radzieckie. Odbudowany w 2000 roku.

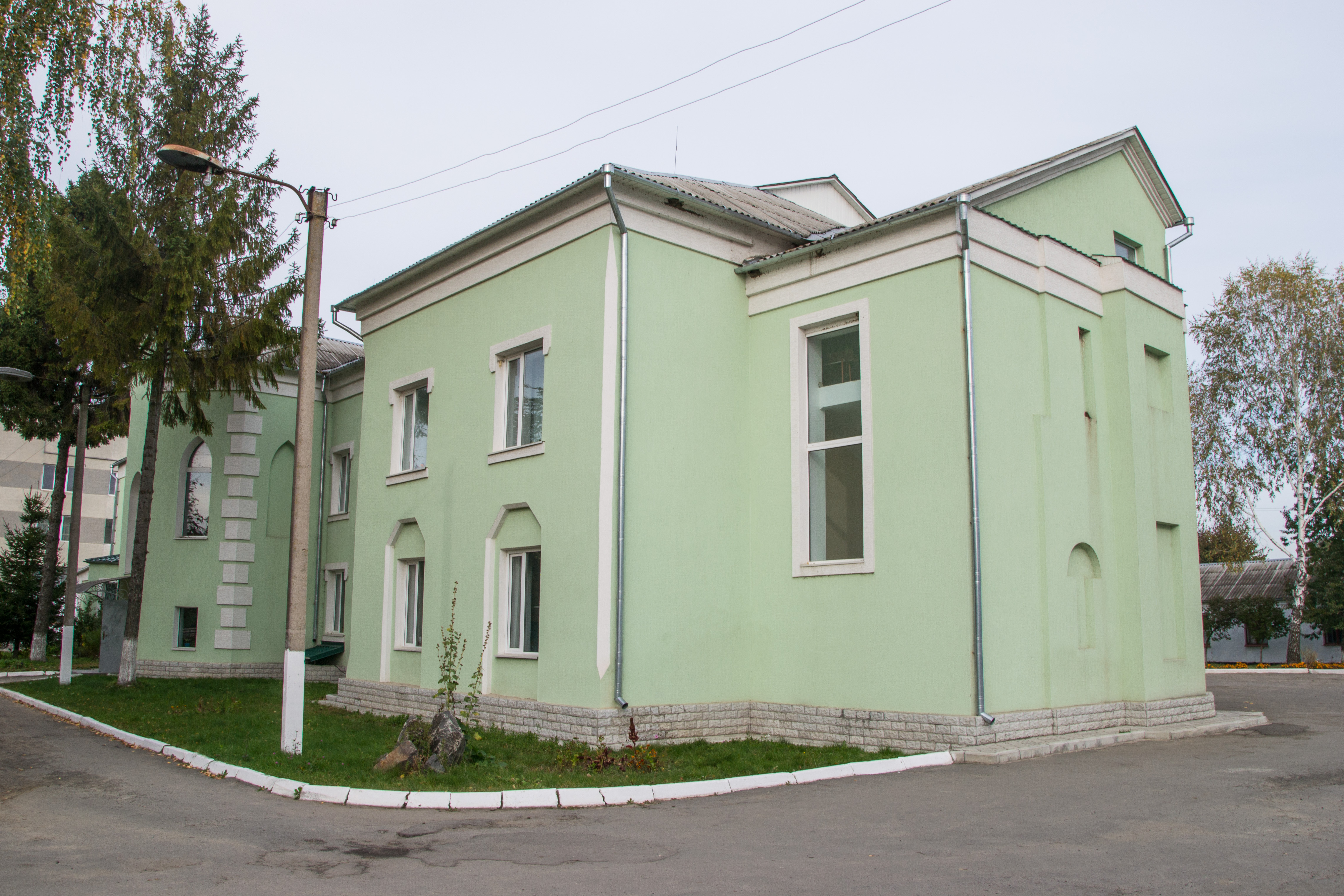
Pałac Raciborowskich
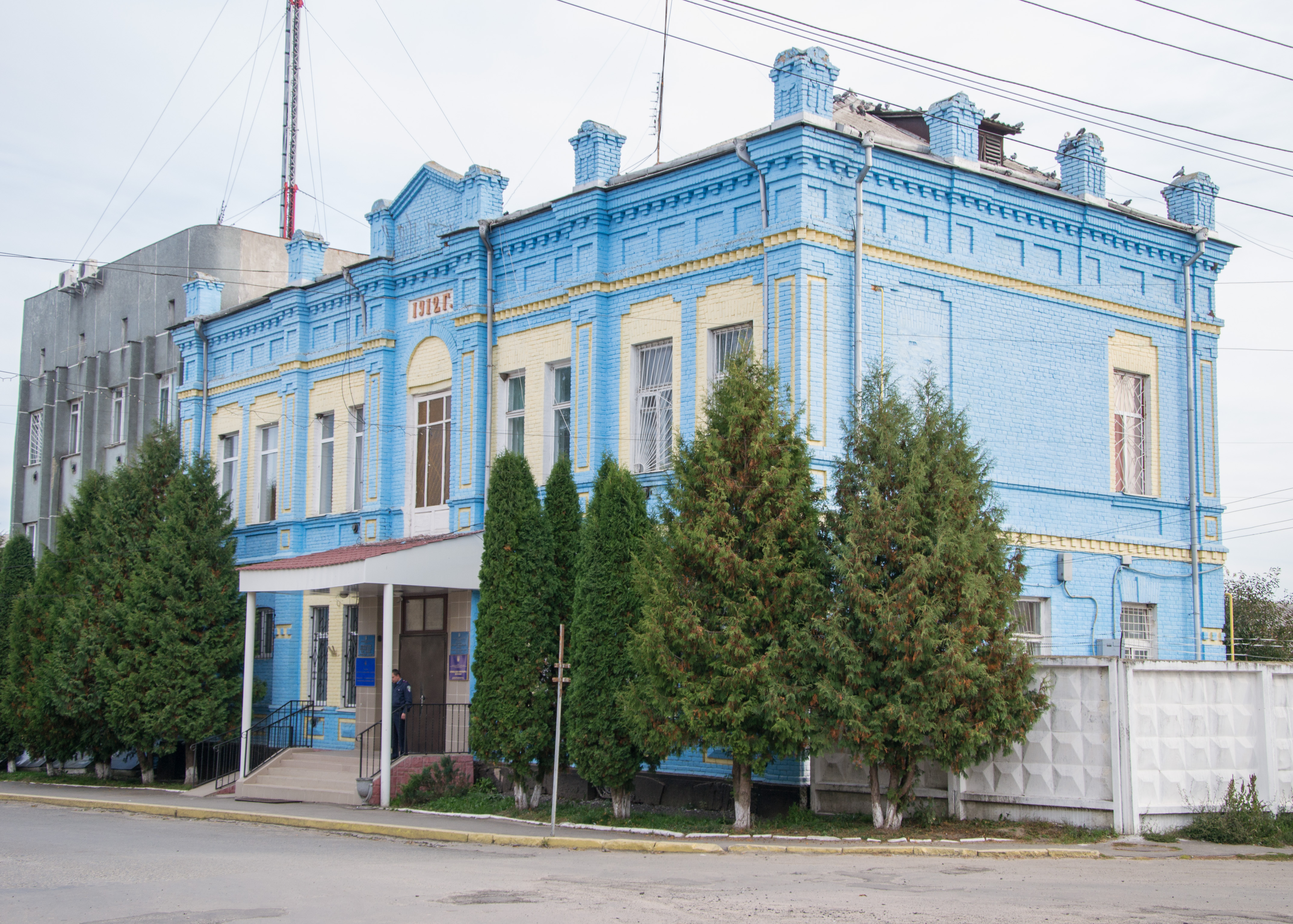
Kamienica z 1912 r.
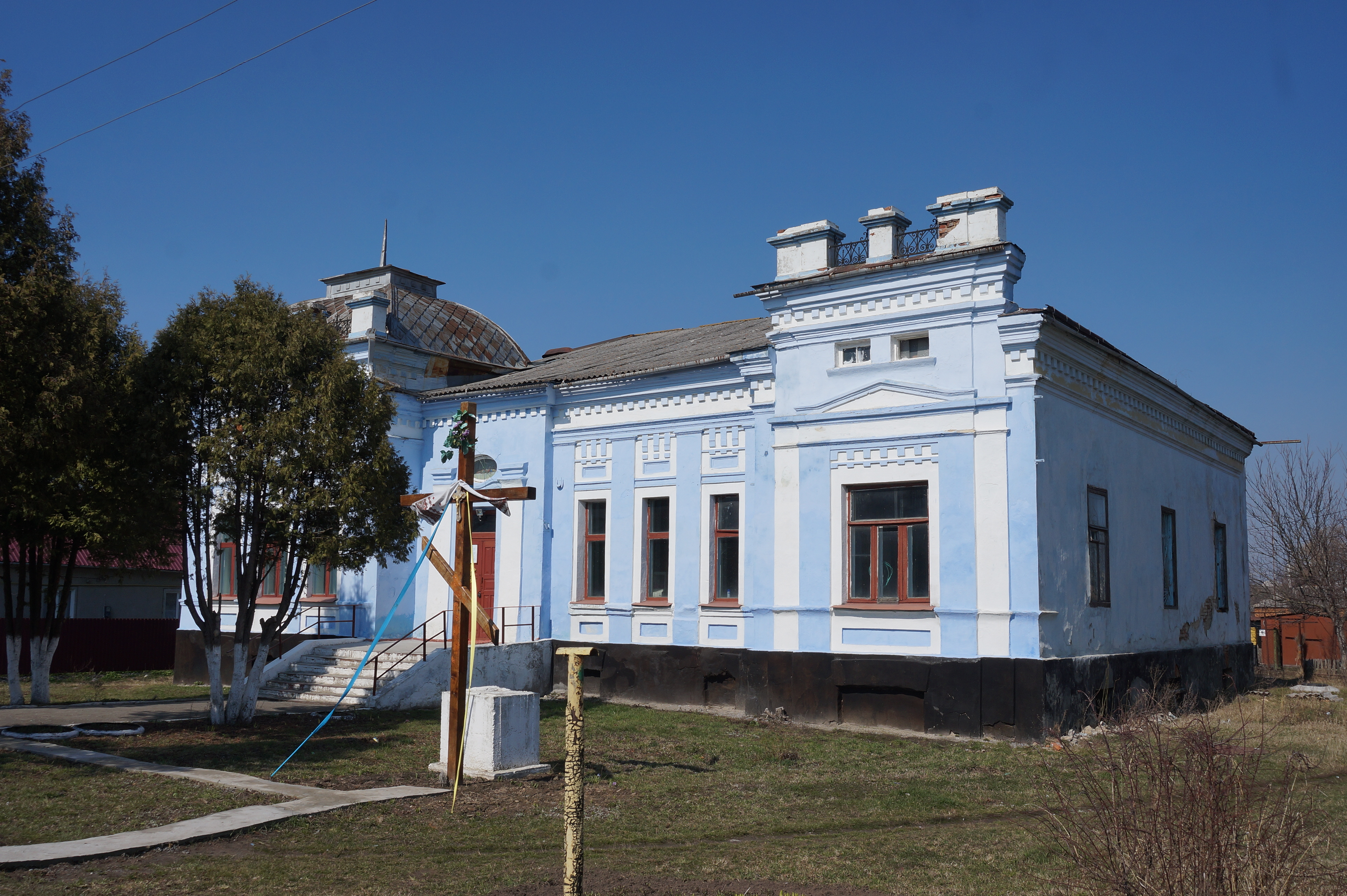
Gmach ziemstwa
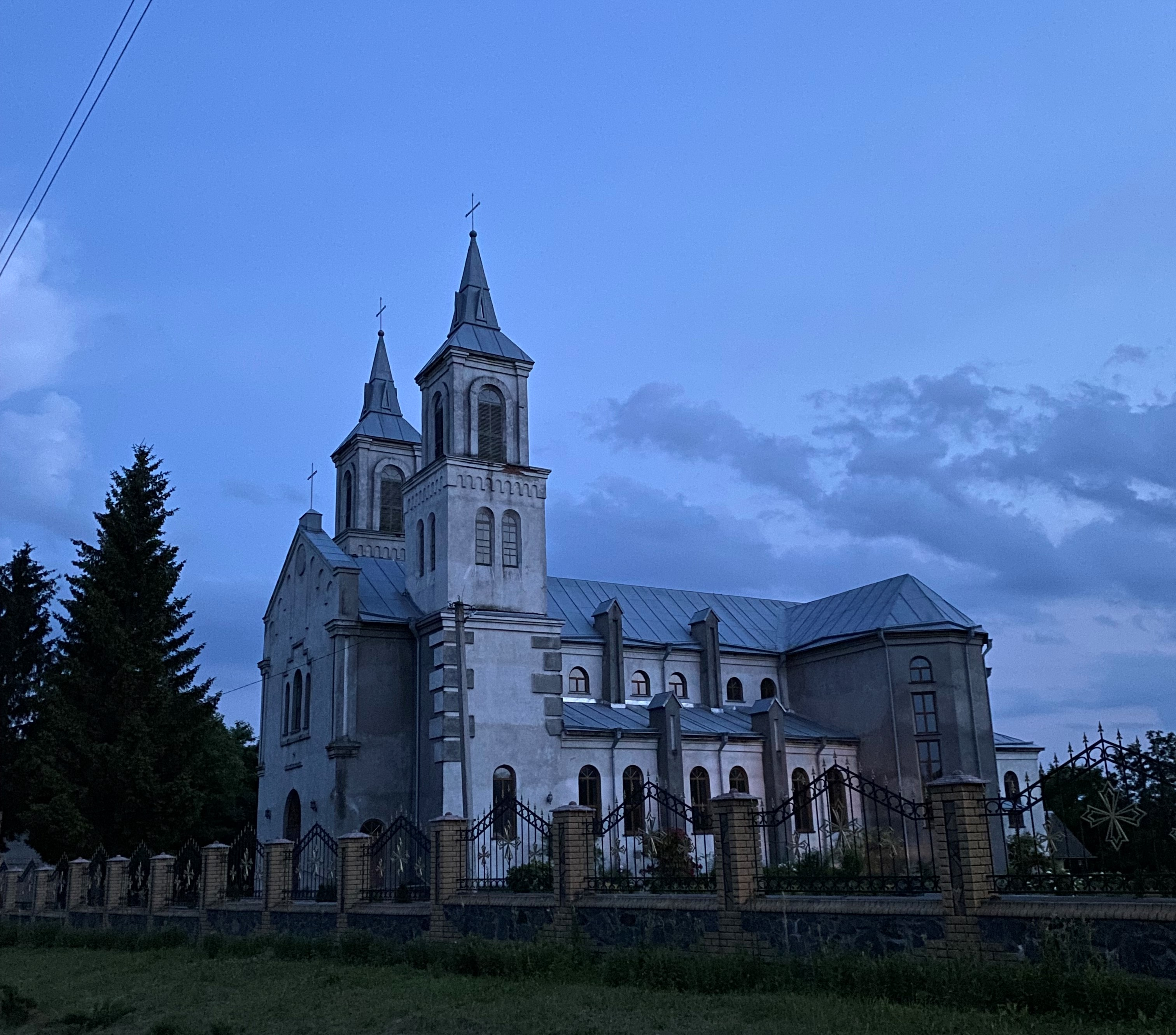
Kościół św. Anny w Derażni